# Lebanon (Nebraska)
Lebanon je selo u američkoj saveznoj državi Nebraska. Prema popisu stanovništva iz 2010. u njemu je živjelo 80 stanovnika.